# سفیدآب (قزوین)
سفیدآب (قزوین)، روستایی از توابع بخش رودبار الموت غربی شهرستان قزوین در استان قزوین ایران است.
اقتصاد= روستای سفیدآب سالیانه 600 تن گیلاس برداشت می کنند که معادل ۱/۱ میلیون دلار حاصل از محصول می شود
این روستا محصولاتی همچون .آلبالو .زردآلو فندوق. گردو گل گاوزبان. انگور .سیب. هلو .گلابی
برداشت می کنند

## جمعیت
این روستا در دهستان رودبار محمد زمانی قرار دارد و براساس سرشماری مرکز آمار ایران در سال ۱۳۹۰، جمعیت آن ۴۸۳ نفر (۱۲۷خانوار) بوده‌است.

## مردم
اهالی سفیدآب از اقوام تات هستند و زبان تاتی را به عنوان زبان مادری صحبت می‌کنند.